# Champ Bailey

Roland "Champ" Bailey, född 22 juni 1978, är en amerikansk utövare av amerikansk fotboll. Han spelar cornerback för Denver Broncos i NFL. Bailey har gjort fler interceptions än någon annan spelare i Broncos, och har spelat elva Pro Bowls.

Bailey spelade High School-fotboll på Charlton County High School i Folkston, Georgia där han var en av lagets mest pålitliga spelare och erbjöds stipendium från flera universitet.

1996 började Bailey på University of Georgia och var där mycket produktiv på både anfall och försvar. Under sitt sista år på college hade han till exempel 52 tacklingar och tre interceptions samtidigt som han fångade 47 passningar för 744 yards och fem touchdowns. Han hade totalt 147 tacklingar och åtta interceptions på college.

Bailey draftades 7:a totalt 1999 av Washington Redskins. Han gjorde sin närvaro känd direkt i ett Redskins-lag som spelade mycket ojämn. När hans kontrakt med Redskins gick ut och han byttes bort till Denver Broncos var han en av ligans bästa cornerbacks. Champ Bailey har spelat elva Pro Bowls, vilket är fler än någon annan cornerback någonsin gjort i NFL. Han hade också en 100-yards retur efter en interception, och har kommit med i årtiondets lag i NFL.

Bailey och bröderna Boss och Ronald samt kusinen Kenny har alla spelat på University of Georgia.